# Дикинсон (округ, Канзас)
Ди́кинсон (англ. Dickinson County) — округ в штате Канзас, США. Официально образован 20 февраля 1857 года. По состоянию на 2010 год, численность населения составляла 19 754 человека.

## География
По данным Бюро переписи США, общая площадь округа равняется 2 206,993 км2, из которых 2 196,115 км2 суша и 4,200 км2 или 0,490 % это водоёмы.

## Население
По данным переписи населения 2000 года в округе проживает 19 344 жителей в составе 7 903 домашних хозяйств и 5 421 семей. Плотность населения составляет 9,00 человек на км2. На территории округа насчитывается 8 686 жилых строений, при плотности застройки около 4,00-х строений на км2. Расовый состав населения: белые — 96,44 %, афроамериканцы — 0,58 %, коренные американцы (индейцы) — 0,49 %, азиаты — 0,30 %, гавайцы — 0,01 %, представители других рас — 0,82 %, представители двух или более рас — 1,36 %. Испаноязычные составляли 2,30 % населения независимо от расы.
В составе 31,10 % из общего числа домашних хозяйств проживают дети в возрасте до 18 лет, 57,90 % домашних хозяйств представляют собой супружеские пары проживающие вместе, 7,70 % домашних хозяйств представляют собой одиноких женщин без супруга, 31,40 % домашних хозяйств не имеют отношения к семьям, 28,10 % домашних хозяйств состоят из одного человека, 14,10 % домашних хозяйств состоят из престарелых (65 лет и старше), проживающих в одиночестве. Средний размер домашних хозяйств составляет 2,40 человека, и средний размер семьи 2,94 человека.
Возрастной состав округа: 25,70 % моложе 18 лет, 6,30 % от 18 до 24, 26,30 % от 25 до 44, 23,10 % от 45 до 64 и 23,10 % от 65 и старше. Средний возраст жителя округа 40 лет. На каждые 100 женщин приходится 95,10 мужчин. На каждые 100 женщин старше 18 лет приходится 91,60 мужчин.
Средний доход на домохозяйство в округе составлял 35 975 USD, на семью — 43 952 USD. Среднестатистический заработок мужчины был 30 889 USD против 18 526 USD для женщины. Доход на душу населения составлял 17 780 USD. Около 5,30 % семей и 7,50 % общего населения находились ниже черты бедности, в том числе — 8,70 % молодежи (тех, кому ещё не исполнилось 18 лет) и 11,30 % тех, кому было уже больше 65 лет.